# Schloss Fuschl
Schloss Fuschl ist ein denkmalgeschütztes, ehemaliges Jagdschloss aus dem 15. Jahrhundert in Hof bei Salzburg im österreichischen Bundesland Salzburg und liegt am Fuschlsee im Salzkammergut. Es hat eine bewegte Geschichte und beherbergt heute ein Hotel der Fünf-Sterne-Kategorie.

## Lage

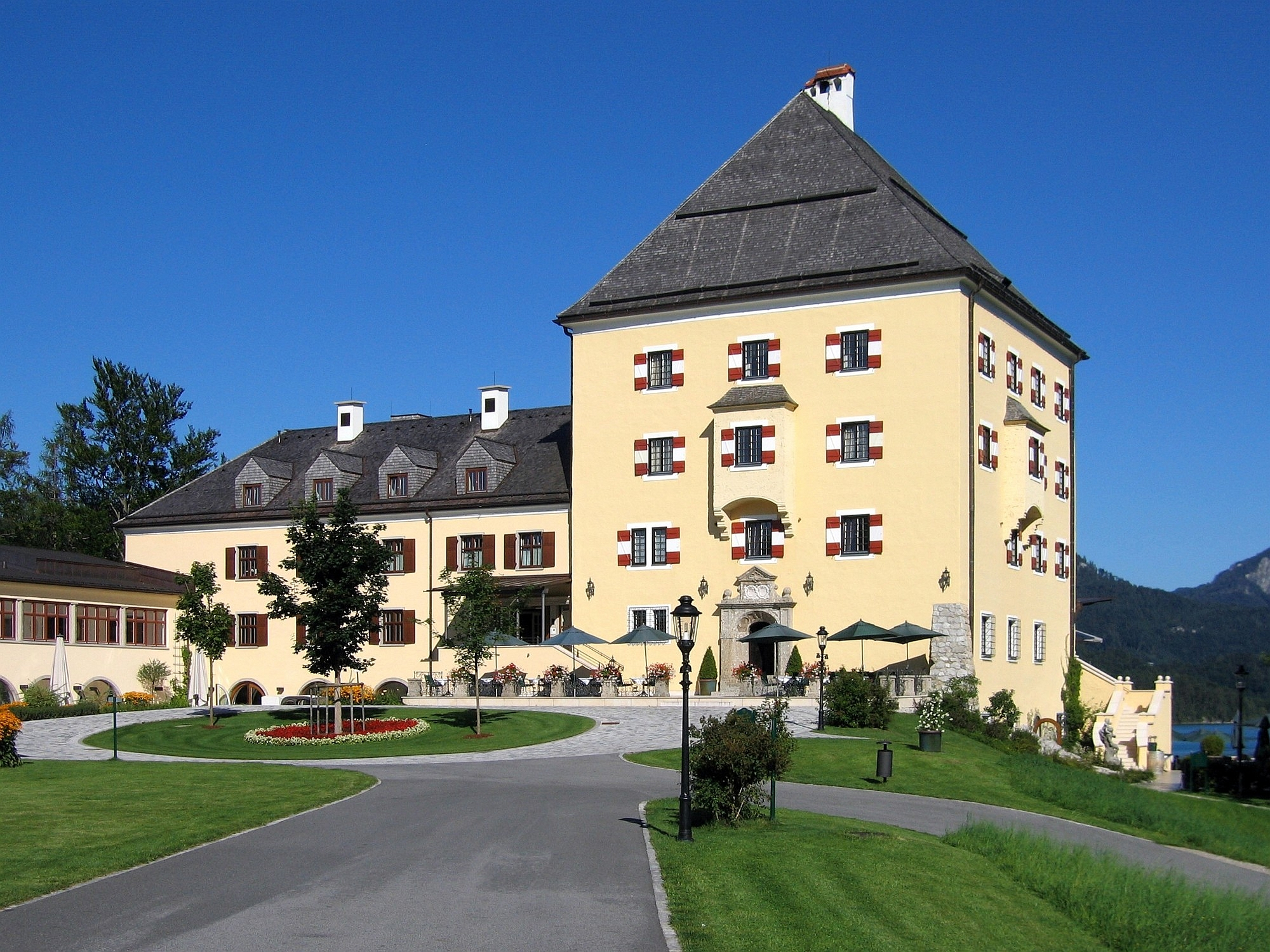
Schloss Fuschl 2008 nach dem Umbau, Westfassade vom Schlossturm und Nebentrakt

Das Schloss liegt in der Ortschaft Vorderelsenwang der Gemeinde Hof bei Salzburg im Bezirk Salzburg-Umgebung. Der historische, vierstöckige Schlossturm befindet sich am Westende des Fuschlsees auf einer Halbinsel. Vom gegenüberliegenden Ort Fuschl am See ist der Turm in der Ferne erkennbar. Umliegend befinden sich Wälder und eine eindrucksvolle Berglandschaft.

## Jagdschloss Fuschl

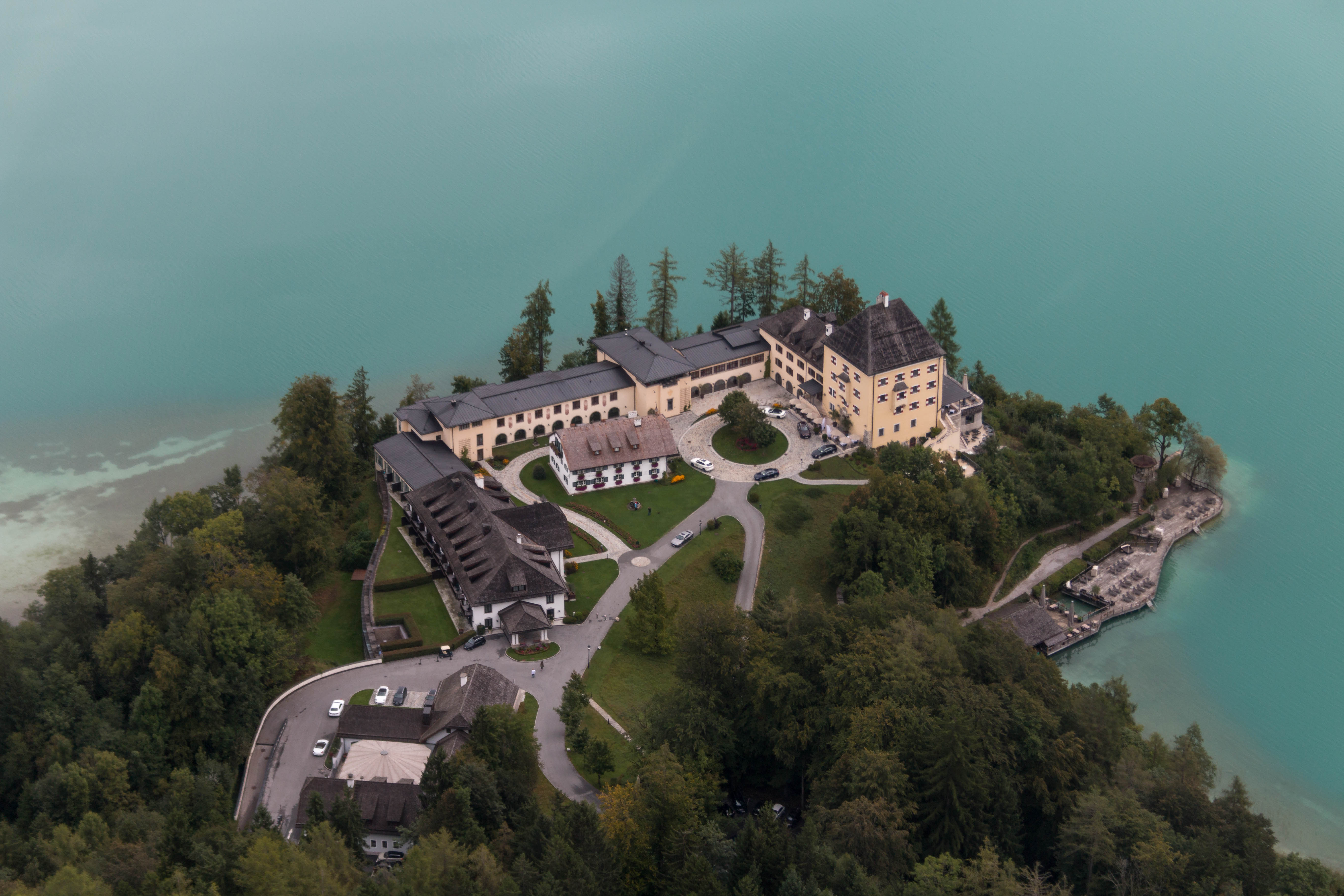
Luftaufnahme des Schloss Fuschl

Das Schloss Fuschl wurde um 1461 für den Salzburger Fürsterzbischof Sigmund I. von Gleink-Volkerstorf (1452–1461) und Kardinal Burkhard von Weißpriach (1461–1466) erbaut und diente als Jagdschloss. Der genaue Errichtungszeitraum ist allerdings nicht bekannt. Die erste schriftliche Erwähnung einer fürsterzbischöflichen Jagd geht auf das Jahr 1545 zurück. Unter Erzbischof Wolf Dietrich wurde der Ansitz 1593 aufwändig instand gesetzt (Errichtung von Wasserleitungen, Hundeställen für die Jagd, Schafstall, Reinigung). Der Amtmann des Amtes Altentann musste die Bettwäsche für den angekündigten Erzbischof beibringen. Es gibt Aufzeichnungen über eine große Prunkjagd unter Paris Graf von Lodron (1619–1653) aus dem Jahr 1624. 1669 wurde das Schloss als wohl erhalten und verwahrt beurteilt; es wurde nur vom Erzbischof und seinem Hofstaat bewohnt. 1704 wurde das Herrenhaus als Wohnung für den Jäger, der zuvor in der Herrenkuchl gewohnt hatte, adaptiert. 1762 wurden alle Fenster verglast.
1803 hatte die Auflösung des geistlichen Reichsfürstentums Salzburg das Ende der bischöflichen Herrschaft zur Folge. Salzburg kam nach fünf Besitzerwechseln 1816 endgültig an das Kaiserreich Österreich, und damit auch das Schloss Fuschl; es wird durch das Salinenamt Hallein verwaltet. Es verfiel zusehends, weil es als Wohnsitz für Förster benutzt und nicht instand gehalten wurde. 1833 wurde das Schloss zur Versteigerung ausgeschrieben, fand aber keinen Käufer. Deshalb musste es bis 1851 verpachtet werden. 1864 kaufte es der Linzer Schiffmeister Michael Fink, der bereits Besitzungen von Schloss Rif erworben hatte. Ihm folgten 1873 auf dem Erbweg seine Tochter Amalie und deren Gatte Michael Erl, königlich-bayrischer Ober-Auditeur (Militärstaatsanwalt). Dieser stattete das Schloss Fuschl mit einer Reihe von zum Teil wertvollen Gemälden und Möbeln aus, die aber seit Ende des Zweiten Weltkrieges unauffindbar sind. 1894 kam der Besitz an Oberst Alfred von Erl, der in den Sommermonaten hier lebte. 1910 folgte das Ehepaar Fritz und Babette Steinbacher aus München; auf diese folgten das Brüderpaar Eduard und Martin Mayer, Postwirt in Hof. Diese verkauften den Besitz 1929 an Gustav und Hedwig Edle von Remiz, geb. Baronin Neufforge, eine Enkelin August Thyssens, die es durch den Architekten Julius Kubick vollständig renovieren ließen.

## NS-Zeit und die Folgen
Gustav Remiz galt als Monarchist und war Funktionär der Vaterländischen Front. Am 15. Juni 1938 wurde er durch die Gestapo verhaftet und anschließend ins KZ Dachau verbracht, wo er als sogenannter „Schutzhäftling“ am 29. August 1939 verstarb. Gauleiter Friedrich Rainer betrieb in der Folge die Enteignung der Schlosseigentümerin Hedwig Remiz. Als Martin Bormann im Sommer 1939 für Reichsaußenminister Joachim von Ribbentrop eine nahe dem Obersalzberg gelegene repräsentative Sommerresidenz suchte, fiel die Wahl auf Schloss Fuschl. Das Land Salzburg erhielt dafür eine Entschädigung aus einem Sonderfonds des Reichsaußenministeriums. Eine eigens gegründete Stiftung Haus Fuschl stellte das Schloss und dessen nähere Umgebung Ribbentrop und Konsorten für Repräsentation und Erholung zur Verfügung, errichtete mehrere Zubauten (Bootshaus, SS-Wachhaus) sowie einen zwei Kilometer langen Promenadenweg am See und nahm auch am Schloss selbst Aus- und Umbauten vor. Das Anwesen nebst „Sperrzone“ diente zugleich dem ungestörten Empfang von Staatsgästen, darunter etwa Galeazzo Ciano, italienischer Außenminister und Schwiegersohn Benito Mussolinis.
1945 wurde im Schloss ein US-amerikanisches Soldatenheim eingerichtet. 1947 erfolgte die erste Rückstellung an Hedwig von Remiz und deren Miterben, wobei sich der Rückstellungsprozess bis 1955 zog, weil die weiter bestehende Stiftung Investitionskosten verlangte: „Es wird niemand verwundert sein, dass mich das Begehren sonderlich berührt, das Wachhaus jener SS bezahlen zu sollen, deren Auftreten in Österreich ich die Verschleppung und Liquidierung meines Gatten in Dachau zu verdanken habe“ (Hedwig Remiz).
Heute steht das Gebäude unter Denkmalschutz. Im Schlossinneren hat sich nur wenig historische Substanz aus der Zeit des erzbischöflichen Jagdschlosses erhalten. Das Kellergeschoß besitzt noch die Gewölbe aus dem 16. Jahrhundert. Einzelne Holzbalkendecken, Türumrahmungen und Stuckspiegel erinnern an die frühere Zeit. Die heutige Ausstattung mit Kunstinventar geht auf Zukäufe ab 1864 zurück.

## Schloss Fuschl als Luxushotel
In den 1950ern wurde ein Hotelbetrieb im Schloss aufgenommen. Harriet Gräfin von Walderdorff führte ab 1954 als Pächterin das Schlosshotel. In den Jahren 1955, 1956 und 1957 war es ein Drehort der Sissi-Filme mit Romy Schneider und Karlheinz Böhm. Es wurde als Ersatz für das am Starnberger See gelegene Schloss Possenhofen verwendet.
Von 1958 bis 1974 machte der neue Besitzer Carl Adolf Vogel mit seiner Frau, der Schauspielerin Winnie Markus, ein First-Class-Hotel daraus. Durch aufwendige PR-Events genoss das Schlosshotel Weltruhm und beherbergte Gäste wie Ava Gardner, Marlene Dietrich, Clark Gable, Audrey Hepburn, Yul Brynner, Peter Ustinov, Alec Guinness, Roger Moore, Senta Berger, Arnold Schwarzenegger, den Regisseur James Cameron, Oskar Kokoschka, Nehru, Nikita Chruschtschow, Eleanor Roosevelt, Richard Nixon, Anwar as-Sadat, Gerald Ford, Margaret Thatcher, Königin Sirikit von Thailand, den Baron Rothschild, den Fürsten von Monaco, die Begum Aga Khan, den Emir von Kuwait, Jiang Zemin sowie den europäischen Hochadel.
Im Jahr 1974 ging das Schloss in das Eigentum von Max Grundig bzw. der Max Grundig Familienstiftung (MGS) über. Seit 2004 ist die Schörghuber Unternehmensgruppe Eigentümer und hat es im Zeitraum Januar 2005 bis Juni 2006 vollständig saniert. Die Bausumme betrug rund 30 Millionen Euro.
Das Fünf-Sterne-Hotel gehörte zunächst zur The Luxury Collection der Starwood Hotels & Resorts Worldwide, dann zu den Leading Hotels of the World. Seit Mai 2010 wird das Hotel Schloss Fuschl Resort & Spa wieder in der The Luxury Collection von Marriott geführt. Ab 2023 wird das Hotel von Rosewood Hotels and Resorts gemanagt. Zuvor wird es renoviert und umgestaltet.
Die Schlosshotelanlage umfasst neben dem eigentlichen Schlossturm und seinem Zubau auch einige historische Nebengebäude, wie das Jägerhaus, die Remise, das Bootshaus mit Badesteg, sowie einen weitgehend unauffällig in den Hang zum See integrierten Beherbergungskomplex. Außerdem stehen moderne Bungalows („Seehäusl“) in an den Salzkammergut-Bootshausstil angelehnter Holzarchitektur für die Gäste zur Verfügung.
Das Schloss beherbergt die Schloss Fuschl Collection, eine Sammlung von über 150 Werken Alter Meister des 17. bis 19. Jahrhunderts, und die Bernheimer Galerie Schloss Fuschl, die mit der Münchner Galerie Bernheimer Fine Old Masters im Konzept „Zu Gast bei Alten Meistern“ betrieben wird.
Die Schloss Fuschl Betriebe GmbH übernahm 2008 auch das Fünfsternehotel Schloss Pichlarn in Irdning in der Steiermark, sodass zusammen mit dem Schwesterhotel Sheraton Fuschlsee-Salzburg Hotel Jagdhof des Hotels Schloss Fuschl drei Häuser unter einer Leitung sind.
Im Juli 2024 eröffnete die Hotelkette Rosewood das Hotel nach Restaurierung.

## Galerie

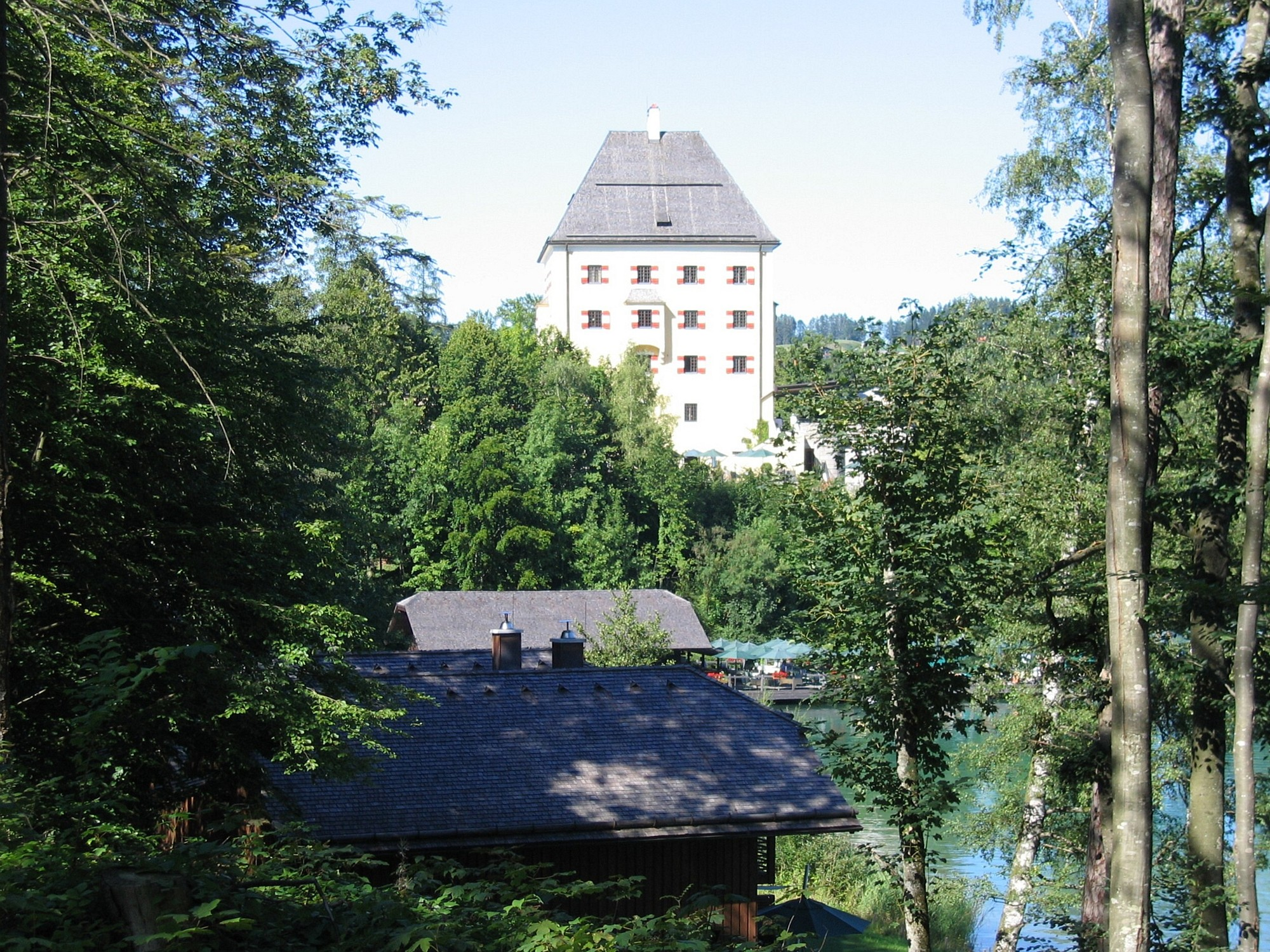
Blick von der Fischerei, vorne das Bootshaus
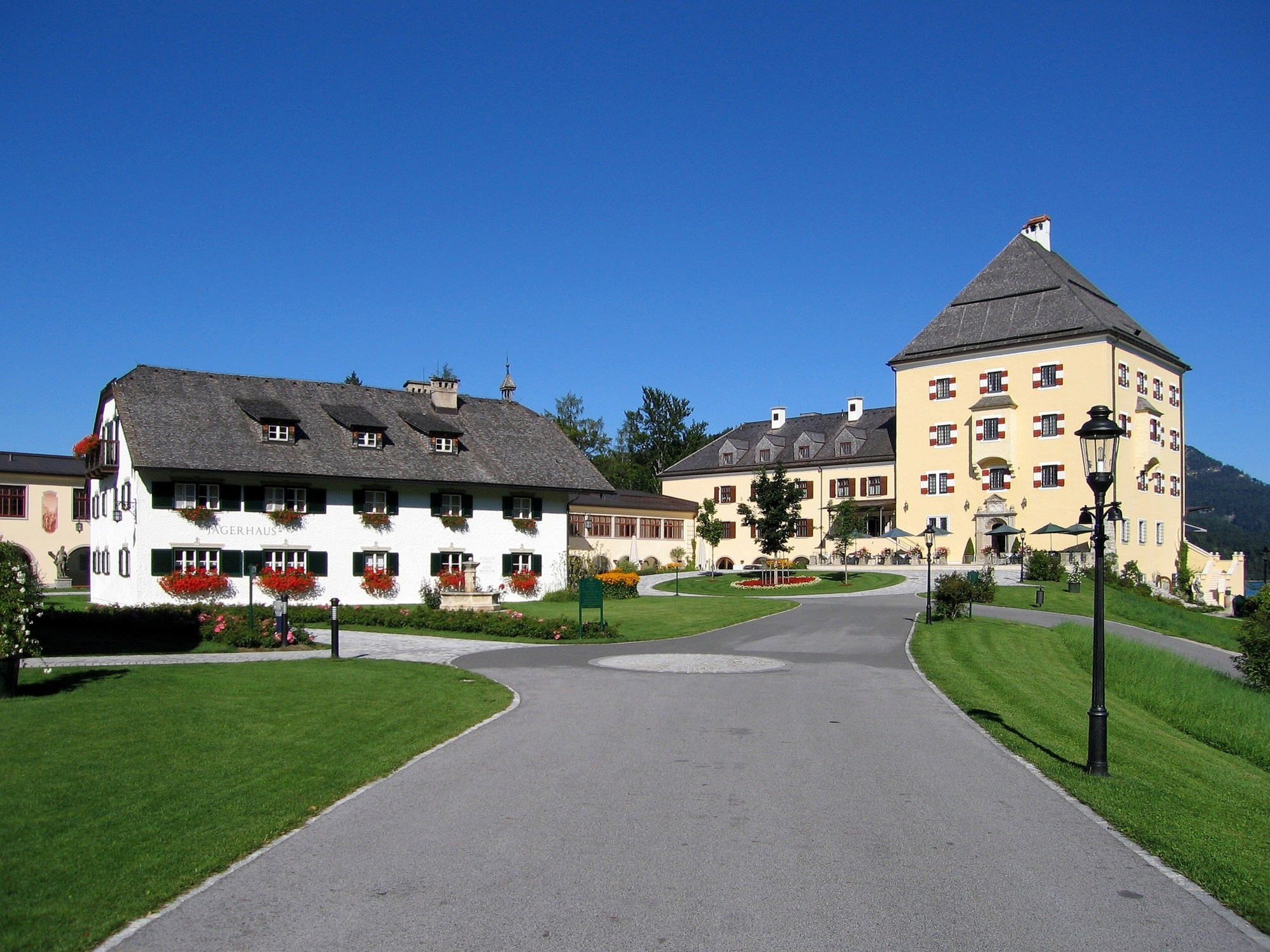
Auffahrt, Blick auf den historischen Schlossturm mit einem Teil der Nebengebäude und dem Jägerhaus mit Schloss Ladl.
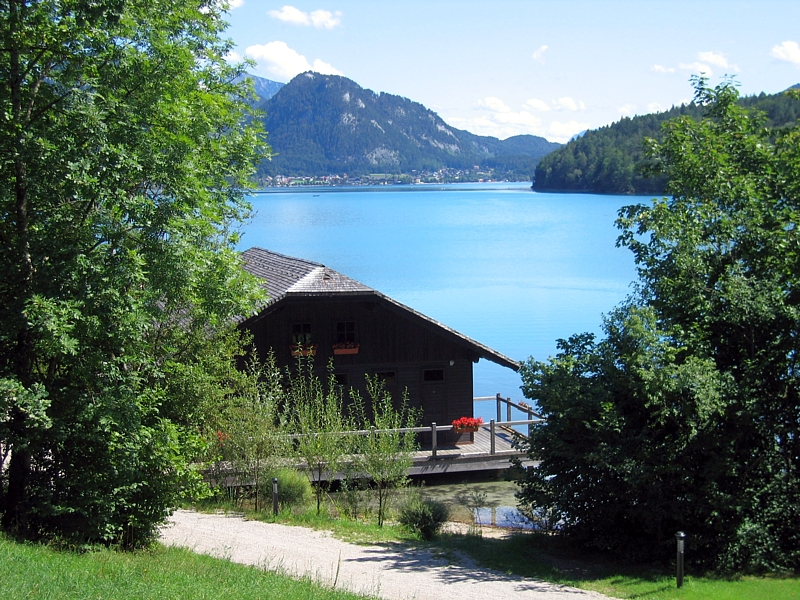
Bootshaus am Fuße des Schlossbergs
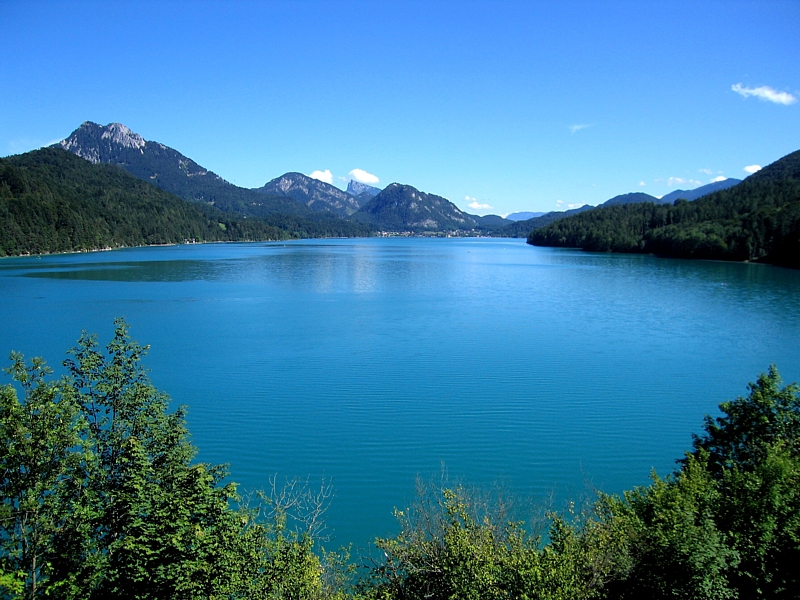
Blick vom Schloss auf Fuschlsee, Fuschl am See und Schafberg